# HTV-5
HTV-5, 또는 고노토리 5호기(일본어: こうのとり5号機)는 HTV 시리즈에 속하는 우주선으로, 국제 우주 정거장에 보급품을 실어 나르기 위한 무인 우주선이다. HTV-5는 2015년 8월 19일 발사되었다.

## 우주선의 특징
기존 HTV 우주선들과의 차이점은 다음과 같다.
- 이전 HTV 우주선들의 태양 전지판 효율을 분석한 결과 전지판이 불필요하게 많다고 판단하여, 기존 HTV-4에서 55개였던 태양 전지판의 개수를 49개로 감축하였으며,[2] 기존에 전지판이 들어가는 자리에는 우주 환경을 측정하기 위한 장비(KASPER, Kounotori Advanced Space Environment Research equipment→고노토리용 고급 우주 환경 연구장비)가 장착되었다.[3][4]
- 화물 탑재용 가방(Cargo Transfer Bag, CTB)의 탑재 방식을 개선하여 탑재 가능한 가방의 개수를 230개에서 242개로 증가시켰다.[1]

국제 우주 정거장에 접근할 때, 기존 우주선들은 시스템 점검을 위해 먼저 정거장 5 km 뒤쪽의 가상의 점에 접근했지만, HTV-5에서는 이 절차가 생략되었다.

## 탑재체
HTV-5에는 내부 가압부에 4.5 t, 외부 감압부에 1 t의 화물을 실어 총 5.5 t의 화물을 실을 예정이었으며, 스페이스X CRS-7 발사 실패로 인해 이후에 약 0.2 t 정도가 추가로 탑재되었다. 최종 탑재량은 6,057 kg였다.
내부 가압부에 탑재된 화물은 물 600 L, 음식, 승무원 개인 물품, 시스템 장비 및 과학 실험 장비들이었다. 시스템 장비로는 UPA 유체 통제 및 펌프 장치(FCPA), WPA 다층 여과장치(WFB), 유니티 모듈에 설치된 그림 받침대가 있었으며, 과학 장비로는 쥐 사육 장치(MHU), 정전기식 공중부양 화로(ELF), 다목적 소형 탑재체 받침대(MSPR-2), 외부 실험장치 난간 부착장치(ExHAM 2), 나노랙 외부 탑재대(NREP), 각종 큐브위성들(SERPENS, S-CUBE, Flock-2b 14개, AAUSAT5, GOMX-3)이 있었다.
외부 감압부에는 고에너지 전자·감마선 관측장치(CALET)가 설치되었다. NASA에서 제작한 대기권 연구용 장비 또한 탑재될 예정이었지만 취소되었다.

## 임무 개요

### 발사 및 ISS와의 랑데부
HTV-5는 원래 2014년에 발사될 예정이었지만, 우주선의 건조 지연 및 탑재체의 우주선 탑재 가능 여부 조사에 따라 발사가 지연되었다.
2015년 6월, 같은 해 8월 16일, UTC 13:01에 발사되기로 결정되었지만, 당일 일기예보가 좋지 않아 3일 후로 미뤄지고, 발사 하루 전에 다시 19일로 미뤄졌다.
2015년 8월 19일 11시 50분 49초(UTC, 이하 모두 동일), HTV-5는 몇 번의 발사 지연 끝에 다네가시마 우주 센터 요시노부 발사장 제2 발사대에서 H-II 로켓에 실려 성공적으로 발사되었다. 첫 궤도 조정은 20일 19:25에, 고도 조정은 22일 17:55, 24일 03:07 및 06:12에 세 번 행해졌다.
8월 24일 10시 29분, 국제 우주 정거장의 SSRMS 로봇 팔이 우주선을 붙잡았고, 14시 58분에 공통 정박 장치(CBM)와 우주선이 연결되었다. 결합 절차는 같은 날 17시 28분에 완료되었다.

### ISS와의 도킹 이후
8월 25일 02:27부터 CALET 관측장치가 밖으로 꺼내져 정거장 외부에 연결되었으며, 작동을 시작했다.
8월 25일 10시 24분, 정거장 승무원들은 HTV-5의 해치를 열고, 배달된 화물을 꺼냈다.

### 정거장 출발 및 대기권 재돌입
2015년 9월 28일, HTV-5는 SSRMS 로봇 팔을 통해 공통 정박 장치에서 분리되어 출발 절차를 진행했다. 원래는 15시 20분에 분리할 예정이었지만, SSRMS의 오작동으로 인해 한 차례 미뤄졌고, 정거장이 지구 궤도 한 바퀴를 돈 후인 16시 53분에 분리하였다.
한 차례 궤도 수정을 거친 후, 우주선은 9월 29일 20시 33분 대기권에 재돌입해 남태평양 어딘가로 떨어졌다.